# Rudolf Friedrich Kurz
Rudolf Friedrich Kurz (ur. 8 stycznia 1818 w Bernie, zm. 16 października 1871 tamże) – szwajcarski malarz i szkicownik, znany głównie z obrazów życia traperów i Indian północnoamerykańskich, które poczynił podczas swojej podróży wzdłuż Missisipi i Missouri w latach 1846–1852.